# Mîtînți, Hmilnîk
Mîtînți (în ucraineană Митинці) este un sat în comuna Markuși din raionul Hmilnîk, regiunea Vinnița, Ucraina.

## Demografie
Componența lingvistică a localității Mîtînți
     Ucraineană (98,91%)
     Alte limbi (1,09%)
Conform recensământului din 2001, majoritatea populației localității Mîtînți era vorbitoare de ucraineană (98,91%), existând în minoritate și vorbitori de alte limbi.